# Flammulaster gracilis
Flammulaster gracilis är en svampart som först beskrevs av Lucien Quélet, och fick sitt nu gällande namn av Roy Watling 1967. Enligt Catalogue of Life ingår Flammulaster gracilis i släktet Flammulaster,  och familjen Inocybaceae, men enligt Dyntaxa är tillhörigheten istället släktet Flammulaster,  och familjen Tubariaceae. Arten är reproducerande i Sverige. Inga underarter finns listade i Catalogue of Life.